# Michelle Bolsonaro
Michelle de Paula Firmo Reinaldo Bolsonaro (Ceilândia, 22. ožujka 1982.), brazilska je političarka i prva dama Brazila, supruga 38. brazilskog predsjednika Jaira Bolsonara.

## Privatni život
Michelle je majka dviju kćeri. Prvu kćer Letíciju Aguiar ima iz propale veze, a sa suprugom Jairom ima kćer Lauru.
Jairova i Michellina kći Laura rođena je 2011. godine. Zajedno sa svojim suprugom i s kćeri Michelle živi u predsjedničkoj rezidenciji Palácio da Alvorada. 
Iako je njezin suprug katolik, Michelle je baptistica. Praktična je vjernica i redovito pohađa svetu misu. Ističe se bliskošću s protestantskim pastorima poznatima po protivljenju pobačaju, eutanaziji i tzv. istospolnim brakovima. Radi s gluhim osobama u baptističkoj zajednici.

## Projekti
Nakon službene objave rezultata drugog kruga predsjedničkih izbora u Brazilu na kojima je njezin suprug Jair pobijedio, u svome pobjedničkome govoru Bolsonaro joj je zahvalio što mu je tijekom kampanje pružila "mir, sigurnost i snagu" ističući kako ne bi mogao uspjeti da nije bilo njezine velike podrške.
Iste noći kada je Bolsonaro proglašen izbornim pobjednikom, Michelle Bolsonaro je u intervjuu za RecordTV novinaru Eduardu Ribeiru kazala da kao prva dama želi napraviti promjenu u korist Brazila i da će se boriti za osobe s poteškoćama u razvoju i za ugroženu indijansku populaciju Ribeirinhosa.